# Stephan Gebédi
Stephan Gebédi is een Nederlands zanger, gitarist en oprichter van de death metalbands Hail of Bullets en Thanatos. Gebédi komt uit Rotterdam.

## Biografie

### Thanatos
In 1984 richt Stephan Gebédi samen met drummer Marcel van Arnhem en gitarist Remco de Maaijer de band Thanatos op, vernoemd naar de Griekse naam voor "De dood".  Thanatos is de oudste death- en thrashmetalband van Nederland, en tevens de oudste nog actieve deathmetalband van Nederland, met een inactieve periode tussen 1993 en 1999.
Drummer Marcel van Arnhem stopt in 1985 met Thanatos en wordt later vervangen door zijn broer Remo van Arnhem. In de loop der jaren passeert een groot aantal muzikanten de revue, maar Gebédi blijft het enige oorspronkelijke bandlid. Pas in 1989 krijgt Thanatos een platencontract en brengt in 1990 'Emerging From The Netherworlds' uit. In 1992 volgt het album 'Realm Of Ecstasy'. Korte tijd later viel Thanatos uit elkaar.
In 1999 wordt Thanatos met, naast Gebédi, een volledig vernieuwde bezetting nieuw leven in geblazen, onder meer met Paul Baayens als tweede gitarist. Het succes hiervan doet de band besluiten verder te gaan en in 2000 wordt het album 'Angelic Encounters' opgenomen, waarmee goede kritieken geoogst worden. Daarna volgen nog 'Undead. Unholy. Divine' (2004), 'Justified Genocide' (2009) en enkele singles. In 2013 tekent Thanatos bij een nieuwe platenmaatschappij, namelijk Century Media Records, dat aanvankelijk eerst alle voorgaande Thanatos-albums opnieuw op cd en vinyl uitbrengt. Eind 2014 verschijnt er in de vorm van 'Global Purification' een nieuw album. 
In 2019 viert Thanatos zijn 35-jarig jubileum met een 2-CD verzamelalbum, een 7 inch vinyl single en een speciaal concert in Rotterdam, waarbij vele ex-bandleden het podium betreden. Later dat jaar tekent Thanatos een platencontract bij het Franse Listenable Records en wordt begonnen aan de opnames van het zevende studioalbum, 'Violent Death Rituals' dat gepland staat voor een release in maart 2020.

### Hail Of Bullets
Gebédi had al eerder het idee om een old school deathmetalband op te richten met onder anderen drummer Ed Warby (ex-lid van Gorefest). Door verplichtingen met Thanatos en de reünie van Gorefest waren zowel Gebédi als Warby niet in staat invulling te geven aan het idee. In 2006 besloten ze echter door te zetten en met zanger Martin van Drunen (ex-lid van Pestilence en Asphyx), Paul Baayens (gitaar) en Theo van Eekelen (bas) de band Hail Of Bullets te vervolledigen.
Alle teksten van Hail Of Bullets hebben te maken met oorlog, doorgaans over de Tweede Wereldoorlog. Hail Of Bullets nam tot op heden drie albums op, te weten '...Of Frost And War' (2008), 'On Divine Winds' (2010) en 'III: The Rommel Chronicles' (2013). Van Drunen wordt in 2016 vervangen door Dave Ingram, voormalig zanger van onder andere Bolt Thrower. In 2017 valt de band echter wegens onenigheid uit elkaar. '...Of Frost And War' staat te boek als het bestverkochte death metal-album van vaderlandse bodem in het huidige millennium.

## Discografie

### Met Thanatos
1984-1992, 1999-heden 
| Jaartal | Titel en bijzonderheden                                                                                          | Bijdrage            |
| ------- | --- | ------------------- |
| 1984    | Speed Kills (demo) (als "Stephan Gebédy")                                                                        | Zang, gitaar        |
| 1986    | Rebirth (demo)                                                                                                   | Zang, gitaar        |
| 1987    | Official Live Tape 1987 (livealbum) (als "Stephan Gebédy")                                                       | Zang, gitaar        |
| 1987    | The Day Before Tomorrow... (demo)                                                                                | Zang, gitaar (lead) |
| 1989    | Omnicoitor (demo) (als "Stephan Gebédy")                                                                         | Zang, gitaar        |
| 1990    | Emerging From The Netherworlds                                                                                   | Gitaar, zang        |
| 1991    | Promo Demo 1991 (demo)                                                                                           | Zang, gitaar        |
| 1992    | Realm Of Ecstasy                                                                                                 | Gitaar, zang        |
| 2000    | Angelic Encounters                                                                                               | Zang, gitaar        |
| 2002    | Beyond Terror (EP)                                                                                               | Zang, gitaar        |
| 2004    | Undead. Unholy. Divine.                                                                                          | Zang, gitaar (slag) |
| 2006    | The Burning Of Sodom/...And Jesus Wept (EP)                                                                      | Zang, gitaar        |
| 2009    | Justified Genocide                                                                                               | Zang, gitaar        |
| 2011    | Thanatos/Asphyx 7 inch split EP; Thanatos: Re-animation (Sacrifice-cover)/ Asphyx: Bestial Vomit (Majesty-cover) | Zang, gitaar        |
| 2014    | Global Purification                                                                                              | Zang, gitaar        |
| 2019    | Thanatology: Terror From The Vault (complilatie)                                                                 | Zang, gitaar        |
| 2019    | Blind Obedience/Thanatos (EP)                                                                                    | Zang, gitaar        |
| 2020    | Violent Death Rituals                                                                                            | Zang, gitaar        |

Voor 'Justified Genocide' (2009) nam Gebédi eveneens een deel van de fotografie voor zijn rekening.

### Met Hail Of Bullets
2006-heden 
| Jaartal | Titel                      | Bijdrage |
| ------- | -------------------------- | -------- |
| 2007    | Hail Of Bullets (Demo)     | Gitaar   |
| 2008    | ...Of Frost And War        | Gitaar   |
| 2009    | Warsaw Rising (EP)         | Gitaar   |
| 2010    | On Divine Winds            | Gitaar   |
| 2013    | III: The Rommel Chronicles | Gitaar   |

### Als sessiemuzikant
| Jaartal | Band             | Albumtitel           | Bijdrage                                       |
| ------- | ---------------- | -------------------- | ---------------------------------------------- |
| 2013    | Bodyfarm         | The Coming Scourge   | Gitaar (lead) (Track 8)                        |
| 2000    | Houwitser        | Embrace Damnation    | Zang (Track 8)                                 |
| 2012    | Satanika         | Infection            | Zang (tweede stem) op "Toxic Parasites"        |
| 2012    | Temple           | Structures In Chaos  | Zang                                           |
| 2016    | Defiatory        | Extinct              | Gitaar (lead) op "The Final Conflict"          |
| 2016    | Just Before Dawn | tentatively untitled | Gitaar (lead) en Zang op "The Battle of Brody" |